# Royals
„Royals” – indiepopowy utwór nowozelandzkiej piosenkarki Lorde. Utwór wydany został w marcu 2013 roku przez wytwórnię płytową Universal Music Group, jako debiutancki singel piosenkarki z jej pierwszego minialbumu, zatytułowanego The Love Club EP. Tekst utworu został napisany przez Joel'a Little i Lorde, którzy także zajęli się wraz z Amber Easby się jego produkcją. Do singla nakręcono także teledysk, którego reżyserią zajął się Joel Kefali. Singiel dotarł na szczyt listy przebojów w Nowej Zelandii, gdzie uzyskał status pięciokrotnej platynowej płyty. Utwór notowany był na 1. miejscu na prestiżowej liście przebojów Billboard Hot 100 w Stanach Zjednoczonych, sprzedając się w pierwszym tygodniu w ilości 85 tysięcy kopii.

## Pozycje na listach przebojów
| Kraj              | Lista (2013-14)            | Pozycja | Status             |
| ----------------- | -------------------------- | ------- | ------------------ |
| Austria           | Singles Top 75             | 2       | —                  |
| Belgia (Flandria) | Ultratop 50                | 1       | złota płyta        |
| Belgia (Wallonia) | Ultratop 50                | 1       | złota płyta        |
| Czechy            | Hitparáda Radio Top 100    | 7       | —                  |
| Dania             | Tracklisten Top 40         | 3       | platynowa płyta    |
| Finlandia         | Top 20 Singles             | 8       | —                  |
| Francja           | Top 200 Singles            | 4       | —                  |
| Hiszpania         | Singles Top 50             | 9       | —                  |
| Holandia          | Single Top 100             | 4       | —                  |
| Irlandia          | Top 50 Singles             | 1       | —                  |
| Izrael            | Top 10 Airpay Songs        | 1       | —                  |
| Kanada            | Billboard Canadian Hot 100 | 1       | 6× platynowa płyta |
| Niemcy            | Top 100 Singles            | 8       | złota płyta        |
| Norwegia          | Top 20 Singles             | 3       | —                  |
| Nowa Zelandia     | Top 40 Singles             | 1       | 5× platynowa płyta |
| Polska            | AirPlay – Top              | 11      | —                  |
| Słowacja          | Hitparáda Radio Top 100    | 4       | —                  |
| Stany Zjednoczone | Billboard Hot 100          | 1       | 7× platynowa płyta |
| Stany Zjednoczone | Alternative Songs          | 1       | 7× platynowa płyta |
| Stany Zjednoczone | Hot Rock Songs             | 1       | 7× platynowa płyta |
| Szkocja           | Scottish Singles Top 40    | 1       | —                  |
| Szwajcaria        | Singles Top 75             | 3       | złota płyta        |
| Szwecja           | Top 60 Singles             | 4       | —                  |
| Wielka Brytania   | Singles Top 100            | 1       | platynowa płyta    |
| Włochy            | Top 20 Singles             | 1       | —                  |